# فرانسيس بيكون (رسام)
فرانسيس بيكون (بالإنجليزية: Francis Bacon)‏ (مولود 28 أكتوبر 1909 - 28 أبريل 1992) كان رسام رمزي بريطاني من الأصل الإيرلندي المولد.
كان معروف لمواقفه الجريئة، انفعالية والصور الخام. كان صاحب الأرقام المستخرجة الرسم وعادة ما تكون معزولة في الزجاج أو الفولاذ
المقاوم والأقفاص الهندسية والخلفيات. تولى بيكون الرسم في العشرينيات في وقت مبكر، لكنه عمل بشكل متقطع وعدم اليقين حتى أصبح في
منتصف الثلانيات من عمره. كان بيكون غير متأكد من قدرته، انجرف باعتباره معقد، مقامر ومصمم الديكور الداخلي ومصمم الأثاث والسجاد
والبلاط والحمام. واعترف في وقت لاحق أن مسيرته الفنية تأخرت لأنه قضى وقتا طويلا يبحث عن الموضوع الذي يمكن أن تعرض مصلحته و
اهتمامته. جاءت انطلاقة له في عام 1944 مع الحرب العالمية الثانية، مختومة سمعته باعتباره مؤرخ قاتمة فريد من حالة الإنسان. ملاحظا على
الأهمية الثقافية للدراسات ثلاث، قال جون راسل أن "هناك كان رسم في انكلترا قبل الثلاث دراسات، ورسم من بعدهم، ولا احد...
يمكن له الخلط بين الاثنين

## سيرته المبكرة
```
كان والده الكابتن 
أنتوني إدوارد مورتيمر
. 
```

ولد بيكون في أديليد وجنوب أستراليا للأب إنجليزي وأم الأسترالية، وكان إدي محارب قديم شارك في حرب البوير، ومدرب احصنة. يعتقد أنه كان والده أحد أحفاد السير نيكولاس بيكون الأكبر غير الشقيق للالسير فرانسيس بيكون. عندما أعطيت جدته لأبيه فرصة لاحياء لقب الرب أكسفورد قبل الملكة فيكتوريا، قال انه رفض لأسباب مالية، وقال انه الأخ الأكبر. كانت مربيته لايتفوت كشخصية الأم لبيكون. في 1940s، قالت انها ساعدته في الحفاظ على دور القمار في لندن.

## لندن وبرلين وباريس
عاد بيكون إلى لندن في وقت متأخر في عام 1928 أو أوائل عام 1929، وتولى العمل كمصمم ديكور داخلي. وجد استوديو في 17 كوينزبري الإسطبلات الغربية، جنوب كنسينغتون في لندن، وشارك في الطابق العلوي مع اريك الدن - الذي أصبح أول جامع له - ومربية طفولته، جيسي لايتفوت. قام بيكون بالإعلان لنفسه بأنه «رفيق جنتلمان» في صحيفة التايمز، على صفحتها الأولى (ثم مخصصة للرسائل الشخصية والإدراج) بعد أن دفع بيكون لخدماته، وجدت له العمل بدوام جزئي كمشغل الهاتف في ناد لندن وطلب المساعدة كوبر في تعزيز مهارة تطوير بيكون كمصمم للأثاث والتصميم الداخلي. بتكليف كوبر مكتب من بيكون في حربية الرمادي في هذا الوقت.

## النجاح المبكر
بحلول عام 1946 كان قد وصل بيكون بثقة بملخصه عن «الدراسات الثلاثة» وموضوعات الإستكشاف في لوحات بيكون السابقة، وبما في ذلك دراسته من بيكاسو وتفسيراته للصلب والغضب اليونانية. لم تكن نيه بيكون الاصلية رسم مشهد صلب كبير ووضع أرقام على سفح الصليب ويعتبر عموما أول قطعة ناضجة بيكون. اعتبر أعماله قبل بالثلاثي دراسات كما لا صلة لها بالموضوع، وطوال حياته حاول قمع مظهرها في سوق الفن.
عندما كان معارضها اللوحة لأول مرة في 1945 أثار ضجة كبيرة، وساعد على تأسيس له باعتباره واحدا من الرسامين بعد الحرب قبل كل شيء. ملاحظ على الأهمية الثقافية للدراسات ثلاثة.

## السمعة
سمعة وقيمة الفن السوقية
في عام 1947، وصل الفنان غراهام ساذرلاند بيكون مع إيريكا براوزن، التي مثلت بيكون لمدة اثني عشر عاماً. على الرغم من هذا، بيكون لم يتحمل عرض رجل واحد في هانوفر معرض براوزن حتى عام 1949. في عام 1958 التحق معرض مارلبورو للفنون التشكيلية، ومنذ ذلك الحين حتى عام 1992، كان مارلبورو له الوكيل الحصري. في مقابل التوقيع على عقد لمدة 10، مارلبورو تقدم له المال مقابل اللوحات الحالية والمستقبلية، مع سعر كل يحدده حجمها. وقدرت قيمة لوحة قياس 20 بوصة في 24 بوصة 165 جنيه إسترليني (462 $)، في حين أن واحدة من 65 بوصة بنسبة 78 بوصة والتي تبلغ قيمتها 420 £ ($ 1176)؛ كانت هذه الأحجام يفضل بيكون. وفقا للعقد، فإن الرسام محاولة لتزويد معرض مع £ 3500 (9800 $) بقيمة الصور كل سنة.

## وصلات خارجية
- فرانسيس بيكون على موقع IMDb (الإنجليزية)
- فرانسيس بيكون على موقع الموسوعة البريطانية (الإنجليزية)
- فرانسيس بيكون على موقع مونزينجر (الألمانية)
- فرانسيس بيكون على موقع ميوزك برينز (الإنجليزية)
- فرانسيس بيكون على موقع إن إن دي بي (الإنجليزية)
- فرانسيس بيكون على موقع أول ميوزيك (الإنجليزية)
- فرانسيس بيكون على موقع ديسكوغز (الإنجليزية)
- فرانسيس بيكون على موقع قاعدة بيانات الفيلم (الإنجليزية)
- الموقع الرسمي
- Francis Bacon image licensing at Artimage
- Francis Bacon in the Tate Collection
- Francis Bacon in the Guggenheim Collection
- Francis Bacon على متحف الفن الحديث (نيويورك)
- Tate Channel
- Francis Bacon: A Brush with Violence (2017) BBC على يوتيوب